# Filmfare Award за лучший сюжет
Filmfare Award за лучший сценарий (англ. Filmfare Award for Best Screenplay) — ежегодная награда Filmfare Award с 1955 года.

## Победители и номинанты

### 1950-е
- 1955 Мухрам Шарма — «Наследник»[англ.]
- 1956 Мухрам Шарма — Vachan[англ.]
- 1957 Амия Чакраварти — Seema
- 1958 Ахтар Мирза — «Новый век»
- 1959 Мухрам Шарма — «Садхана»
  - Мухрам Шарма — «Развод»
  - Ритвик Гхатак — «Мадхумати»

### 1960-е
- 1960 Дхрува Чаттерджи[англ.] — «Собственный ребёнок»[англ.]
- 1961 Руби Сен — Masoom[англ.]
  - Сагхир Усмани — «Полная луна»[англ.]
  - Салил Чоудхури — Parakh[англ.]

- 1962 Мохан Кумар[англ.] — Aas Ka Panchhi[англ.]

- 1963 К. П. Коттаракара — Rakhi[англ.]
  - Бмиал Митра[англ.] — «Господин, госпожа и слуга»[англ.]
  - Давар Ситараман[англ.] — Main Chup Rahungi[англ.]

- 1964 Джарасандха — «Заключённая»[англ.]
  - сценаристы B. R. Films — «Заблуждение»[англ.]
  - Ч. В. Шридхар[англ.] — Dil Ek Mandir[англ.]

- 1965 Бани Бхатт — «Дружба»[англ.]
  - Ходжа Ахмад Аббас — «Тысяча ночей на ложе из камня» / «Город и мечта»[англ.]
  - Индер Радж Ананд[англ.] — «Сангам»[англ.]

- 1966 Ахтар Мирза — «Испытание временем»[англ.]
  - Гульшан Нанда[англ.] — «Тени»[англ.]
  - Рамананд Сагар[англ.] — «Любовь в Кашмире»[англ.]

- 1967 Р. К. Нараян — «Святой»[англ.]
  - Нихар Ранджан Гупта[англ.] — «Материнская любовь»[англ.]
  - Ришикеш Мукерджи[англ.] — «Анупама»[англ.]

- 1968  «Манодж Кумар — «Долг»
  - Пратибха Бозе — Aasra
  - Аша Пурна Деви — Mehrbaan

- 1969 Сачин Бхоумик — «Холостяк» 
  - Рамананд Сагар — «Глаза»
  - Гульшан Нанда — «Голубой лотос»

### 1970-е
- 1970 Васант Канеткар Vasant Kanetkar — Слёзы, ставшие цветами» 
  - Ришикеш Мукхерджи — «Четырнадцать лет спустя»
  - Сачин Бхоумик — «Преданность»

- 1971 Чандракант Какодкар — «В смятении»
  - Гульшан Нанда — «Игрушка»
  - Сачин Бхоумик — Pehchan

- 1972 Ришикеш Мукхерджи —  «Ананд» 
  - Гульшан Нанда — «Оборванная связь»
  - Гульшан Нанда — «Новые времена»

- 1973 Басу Чаттерджи —  «Переживание» 
  - Манодж Кумар — «Шум»

- 1974  «Затянувшаяся расплата — Салим-Джавед» 
  - «Aaj Ki Taaza Khabar — Mulraj Razdan»
  - «Майор — Ходжа Ахмад Аббас»
  - «Влечение — Шакти Саманта»
  - «Преодоление — Гулзар»

- 1975  «Горячие ветра — Ishraq-Suja» 
  - «Росток — Шьям Бенегал»
  - «Прощание — Н.Т. Рама Рао»
  - «Чистый лист бумаги» — Ашутош Мукхопдахьяй
  - «Хлеб насущный — Манодж Кумар»

- 1976  «Стена — Салим-Джавед» 
  - «Гроза — Камлешвар»
  - «Пропащий» — Шакти Прада Раджгуру
  - «Конец ночи — Виджай Тендулкар»
  - «Месть и закон — Салим-Джавед»

- 1977  «Учёный Арджун» — Балачанд Мукерджи 
  - «Иногда» — Памела Чопра
  - «Путешествие в прошлое — Камлешвар»
  - «Возлюбленная — Гульшан Нанда»
  - «Tapasya — Ашапурна Деви»

- 1978  «Хозяин —  Шоротчондро Чоттопаддхай» 
  - «Chala Murari Hero Banne — Асрани»
  - «В тени прошлого — Раджу Сайгал»
  - «Гнездо — Шанкар Шеш»
  - «Два берега — Бхушан Бангали»

- 1979  «Дом — Динеш Тхакур» 
  - «Книга жизни — Самареш Басу»
  - «Внебрачный сын — Чандракант Какодкар»
  - «Владыка судьбы» — Лаксмикант Шарма
  - «Трезубец бога Шивы — Салим-Джавед»

### 1980-е
- 1980  «Dooriyaan — Шанкар Шеш» 
  - «Всё дело в усах» — Сайлеш Дей
  - «Безумие — Музаффар Али»
  - «Чёрный камень — Салим-Джавед»
  - «Ритмы песен» — К. Вишванатх

- 1981  «Крик раненого» — Виджай Тендулкар
  - «Певица Ааша» — Рам Келкар
  - «Весы правосудия» — Шабд Кумар
  - «Сестрички» — Д. Н. Мухерджи
  - «Маленькое предательство» — Эсмаэль Шрофф

- 1982  «Обратная сторона любви — Четан Ананд» 
  - «Призрачное счастье — Leela Phansalkar»
  - «Исход — Джайвант Далви»
  - «Созданы друг для друга» — К. Балачандер
  - «Наша эра — Шьям Бенегал и Гириш Карнад»

- 1983  «Квартирант»  — Самареш Басу
  - «В поисках счастья — Сагар Сархади»
  - «Замужество» — Ачла Нагар
  - «Любовный недуг» — Камна Чандра
  - «Шакти — Салим-Джавед»

- 1984  «Полуправда — S.D. Panwalkar» 
  - «Осознание — Махеш Бхатт»
  - «Аватар — Мохан Кумар»
  - «Сила любви» — Джавед Ахтар
  - «Грустная история — Балу Махендра»

- 1985  «Суть — Махеш Бхатт» 
  - «Мой голос — Shabd Kumar»
  - «Дом – это храм — Gyan Dev Agnihotri»
  - «Факел — Джавед Ахтар»
  - «Mohan Joshi Hazir Ho! — Судхир Мишра»

- 1986  «Куртизанка — Dr. Aleem Masroor» 
  - «Ankahee- C. T. Khanolkar»
  - «Арджун — Джавед Ахтар»
  - «Рождение — Махеш Бхатт»
  - «Ганг, твои воды замутились — К. К. Сингх»
  - «Сахиб» — Раджан Рой

- 1987 не вручалась

- 1988 не вручалась

- 1989  «Откровение — Субод Гхош»

### 1990-е
- 1990  «Ишвар – добрая душа» — К. Вишванатх 
  - «Раздел — Дж. П. Дутта»
  - «Goonj — Джой Августин»
  - «Пепел — Адитья Бхаттачария»

- 1991  «Голубая река» — Раджкумар Сантоши

- 1992  «Мгновения любви — Хани Ирани» 
  - «Стороны света» — Сай Паранджпай
  - «Смерть одного доктора» — РАмапада Чоудри
  - «Судьба солдата — Нана Патекар и Суджит Сен»

- 1993 не вручалась

- 1994  «Свидетельница — Сутану Гупта»

- 1995  «Krantiveer — Ishraq-Suja»

- 1996  «Весельчак — Рам Гопал Варма»

- 1997  «Поджигатели — Гулзар»

- 1998  «Зов земли — Камал Хаасан»

- 1999  «Боль души» — Махеш Бхатт

### 2000-е
- 2000  «Крёстная мать — Винай Шукла»

- 2001  «Легкомысленная девчонка — Хани Ирани»

- 2002  «Лагаан: Однажды в Индии — Ашутош Говарикер»

- 2003  «Расплата за всё — Джайдип Сахни»

- 2004  «Роковые обстоятельства — Нагеш Кукунур»

- 2005  «Вир и Зара — Адитья Чопра»

- 2006 Ручи Нараин, Шивкумар Субраманиам и Судхир Мишра —  «Росчерки судьбы»

- 2007 Раджкумар Хирани & Видху Винод Чопра — «Братан Мунна 2»
  - Джайдип Сахни — «Гнёздышко Кхослы»
  - Камлеш Пандей — «Цвет шафрана»
  - Керси Кхамбатта — «Тайные намерения»
  - Махеш Бхатт — «Гангстер»

- 2008 Амол Гуптэ — «Звёздочки на земле»
  - Джайдип Сахни — «Индия, вперёд!»
  - Мани Ратнам — «Гуру: Путь к успеху»
  - David N. Donihue, Рахул Дхолакия — «Парзания»
  - Вибха Сингх — «Сила веры»

- 2009 Абхишек Капур — «Играем рок!!»
  - Асим Арора — «Герои»
  - Дибакар Банерджи, Урми Джувекар — «Везунчик Лаки»
  - Нирадж Пандеу — «Среда»
  - Сантош Сиван — «Тахан»

### 2010-е
- 2010 Абхиджит Джоши, Раджкумар Хирани — «Три идиота»
  - Анураг Кашьяп, Апарнаа Малхотра, Раджа Чаудхари, Санджай Маурья — «Под маской друга»
  - Имтиаз Али — «Любовь вчера и сегодня»
  - Зоя Ахтар — «Шанс на удачу»
  - Джайдип Сахни — «Рокет Сингх: Продавец года»

- 2011 Анураг Кашьяп, Викрамадитья Мотване — «Полёт»

- 2012 Санджай Чаухан — «Меня зовут Калам»

- 2013 Джухи Чатурведи — «Донор Вики»

- 2014 Субхаш Капур — «Джолли – бакалавр юридических наук»

- 2015 Раджат Капур — «Ankhon Dekhi»
  - Анураг Кашьяп — «Гадкий»
  - Имтиаз Али — «Шоссе»
  - Nitin Kakkar — «Опасные съёмки»
  - Раджкумар Хирани и Абхиджит Джоши — «Пикей»

- 2016 Виджаендра Прасад — «Брат Баджранги»

- 2017 Шакун Батра и Ayesha Devitre Dhillon — «Капур и сыновья»

- 2018 Amit V Masurkar — «Ньютон»
  - Amit Joshi — «В ловушке»
  - Рахул Дахия — «G Kutta Se»
  - Шанкер Раман и Соурабх Ратну — «Гургаон»
  - Шубхашиш Бхутьяни — «Мукти Мохан»
  - Суреш Тривени — «Ваша Сулу»